# 筒井麻未
筒井 麻未（つつい まみ、1989年2月6日 - ）は、徳島県出身の女性モデル、タレント。

## 来歴
- 2001年、母の知り合いの紹介でムーン・ザ・チャイルドに所属。翌年（2002年）より雑誌『melon』のレギュラーモデルとなる。
- 2007年、プラチナムプロダクションに移籍。ファッション誌『non-no』のモデルとして活動再開。
- 2010年9月、学業専念を理由に活動休止。その後プラチナムのHPから名前が消滅している。

## 人物
- 身長：168cm（ムーン・ザ・チャイルド在籍時は161cmだった）
- 血液型：O型
- 趣味：音楽鑑賞、映画鑑賞、英会話、フランス語
- 特技：バレーボール、ゴルフ
- 元モーニング娘。の加護亜依や、プラチナムの同僚だった手島優と仲が良い[1]。

## 出演

### テレビ番組
- 続・平成夫婦茶碗（日本テレビ系・2002年）
- 検定ジャポン（フジテレビ系・2008年）

### CM
- 日清製粉「寒籠 (そうめん、ひやむぎ)」（2002年）